# 塩屋清文
塩屋 清文（しおや きよふみ、1970年7月31日 - ）は、山口県出身の元バスケットボール選手である。現役時代のポジションはパワーフォワード。

## 来歴
北陸高校3年時にインターハイ優勝と全日本ジュニアを経験。
日本大学でも4年時に同期の折茂武彦らとともにインカレ優勝を経験。
卒業後、東芝、ゼクセル、アイシン精機、いすゞ自動車、横浜ギガキャッツでプレー。全日本メンバーとしてシドニー五輪アジア予選にも出場した。
引退後は健康美容関係の通信販売業（（株）ワンネス代表取締役会長、2005年設立、福岡市）を営んでいる。

## 経歴
- 北陸高 - 日本大学 - 東芝（1994年〜1996年） - ゼクセル（1996年〜1999年） - アイシン精機（1999年〜2001年） - いすゞ自動車（2001年〜2002年） - 横浜ギガキャッツ

## 代表歴
- 1989年アジアジュニア選手権
- 1991年ユニバーシアード
- 1999年アジア選手権